# Лиссабонский погром
Лиссабонский погром (порт. Massacre de Lisboa de 1506, буквально «Лиссабонская резня») — массовое убийство иудеев и марранов в Португалии, устроенное католиками с 19 по 21 апреля 1506 года в Лиссабоне.

## Предыстория
Указ Католических королей Фердинанда II Арагонского и Изабеллы I Кастильской, принятый в 1492 году, предписывал всем евреям Испании в четырёхмесячный срок либо креститься, либо покинуть пределы страны. От 100 до 120 тысяч евреев нашли убежище в соседней Португалии, король Мануэл I был более терпимым по отношению к еврейской общине. Однако под давлением Испании он был вынужден принять закон о крещении иудеев в 1497 году. Подстрекаемые фанатичным духовенством португальцы ненавидели новых христиан сильнее, чем евреев, считая их безбожниками и еретиками; одним из прозвищ новых христиан было «женти ди насаон», то есть «люди известной нации». В мае 1504 года новые христиане Лиссабона подверглись первому погрому.

## История
Как сообщается в хрониках, резня началась с инцидента, произошедшего в монастыре святого Доминика в Лиссабоне. В воскресенье 19 апреля, во время мессы, когда верующие молились за окончание засухи и чумы, у алтаря им привиделся лик Христа. Это знамение было истолковано прихожанами как чудо и милость Божью. Однако один марран, находившийся тогда в монастыре, начал говорить присутствующим, что это чудо было лишь отражением света. За это толпа верующих набросилась на него и забила до смерти. Так как погибший был новообращённым христианином еврейского происхождения, все евреи и марраны были обвинены в ереси и бедах, постигших Португалию.
Эти настроения сильно подогревались монахами доминиканцами, которые сказали, что отпустят «все грехи за последние 100 дней всем, кто убьет еретика». Прихожане из монастыря двинулись в город, где к ним присоединились моряки из Германии, Голландии и Зеландии, находившиеся в тот момент в порту. Толпа более 500 человек уничтожала всех новообращённых в христианство, кого встречала на улицах города. Число жертв этой резни превысило 500 человек, тела погибших сжигали или бросали в Тахо.
Так как король и двор покинули Лиссабон из-за чумы, власти не могли быстро успокоить насилие. Небольшая группа чиновников не могла противостоять увеличивавшейся толпе и остановить беспорядки.
Тем временем бесчинства продолжались. Марранов вытаскивали из домов и церквей и сжигали живыми или мёртвыми в скверах. Не жалели даже младенцев, разъярённая толпа разрывала их на части или сбрасывала со стены. Дома марранов были разграблены толпой. Количество убитых на второй день составило более 1000 человек. Даже некоторые католики также были убиты толпой из-за обвинения в ереси.
Во вторник, 21 апреля в город прибыли королевские чиновники, призванные остановить кровопролитие. Королевский оруженосец Жуан Родригеш был убит толпой, это спровоцировало прибытие Королевской гвардии, которая утихомирила толпу. К этому моменту количество погибших уже составляло более 2000 человек.

## Последствия

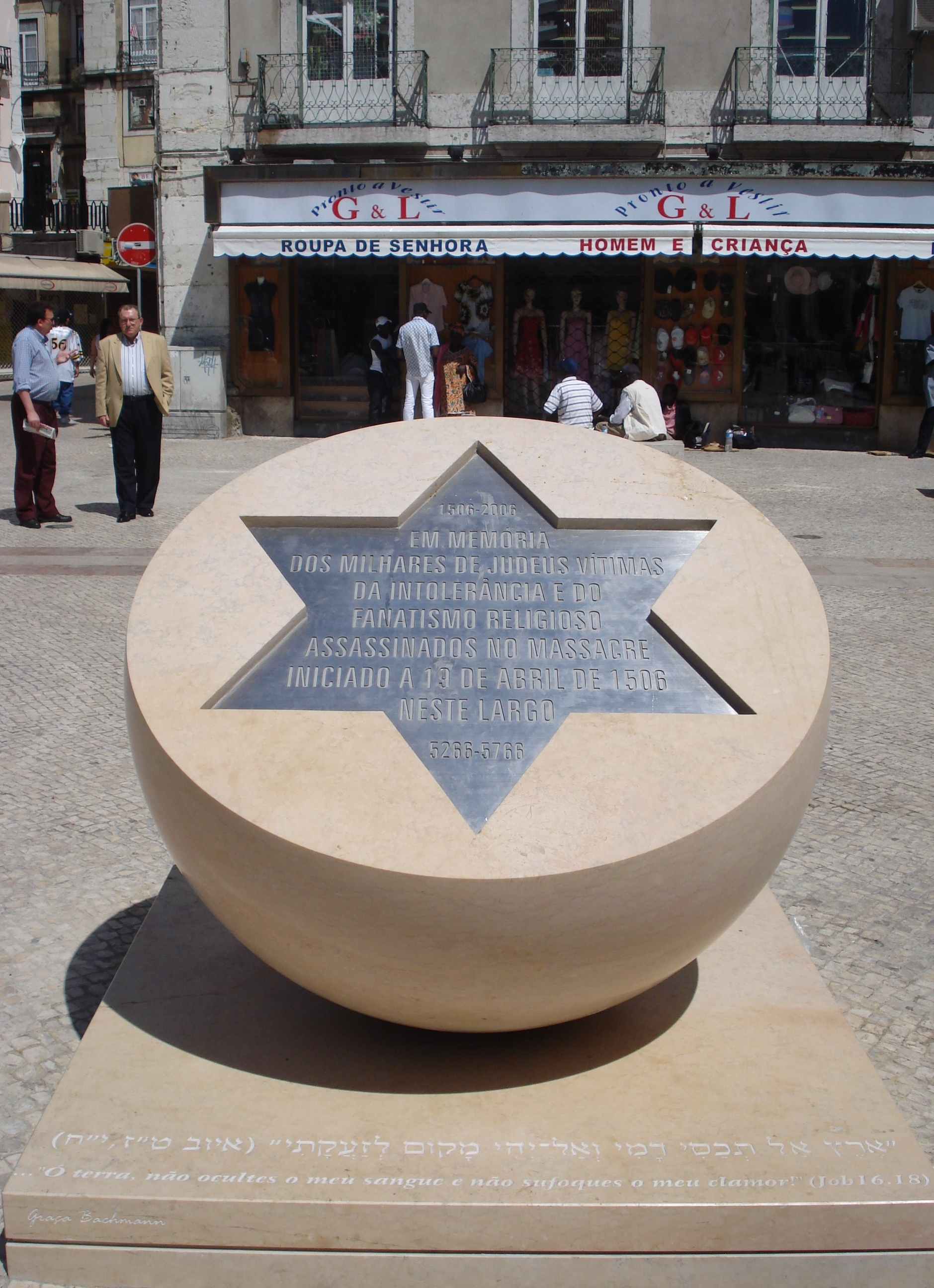
Памятник в Лиссабоне в память о погибших в резне 1506 года

Некоторые участники погрома были арестованы и повешены, у некоторых было конфисковано имущество. Иностранные моряки вернулись с награбленным на свои корабли и уплыли из порта. Два доминиканских монаха, которые занимались подстрекательством к резне, были лишены религиозного сана и сожжены на костре.
Есть информация, что монастырь святого Доминика был закрыт в течение восьми лет. Все представители города Лиссабона были изгнаны из Королевского совета, в котором Лиссабон имел место с 1385 года, когда король Жуан I подарил городу эту привилегию в награду за героизм, проявленный в ходе осады города в 1384 году.
Несмотря на все эти меры, недоверие и ненависть к новообращённым христианам распространились по всей Португалии. В связи с этим Мануэл I указом от 1 марта 1507 года позволил насильственно крещённым евреям покидать страну и даже вывозить имущество, что ранее было запрещено. Бегство евреев из Португалии продолжалось до начала XVII века.